# Sankt Nikolai im Sausal
Sankt Nikolai im Sausal osztrák mezőváros Stájerország Leibnitzi járásában. 2017 januárjában 2243 lakosa volt. 

## Elhelyezkedése

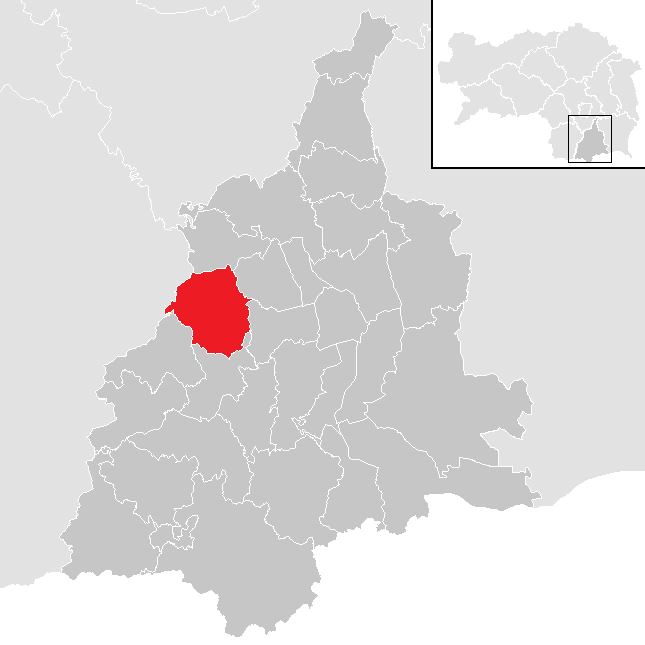
Sankt Nikolai im Sausal a Leibnitzi járásban

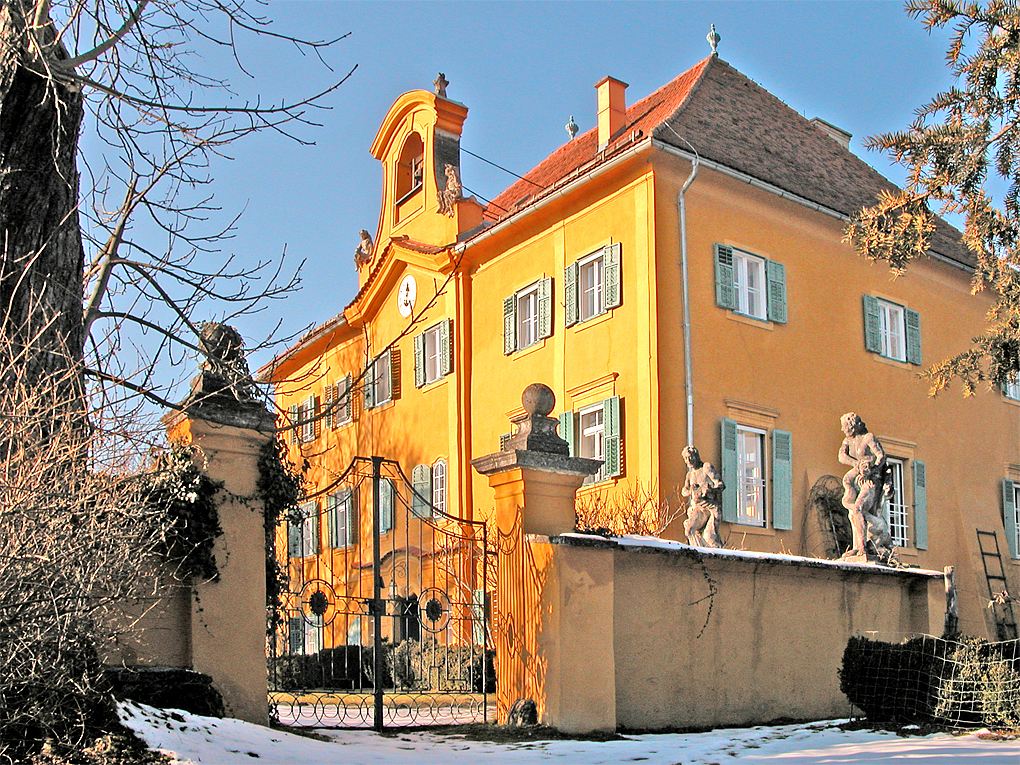
A Flamhof-kastély

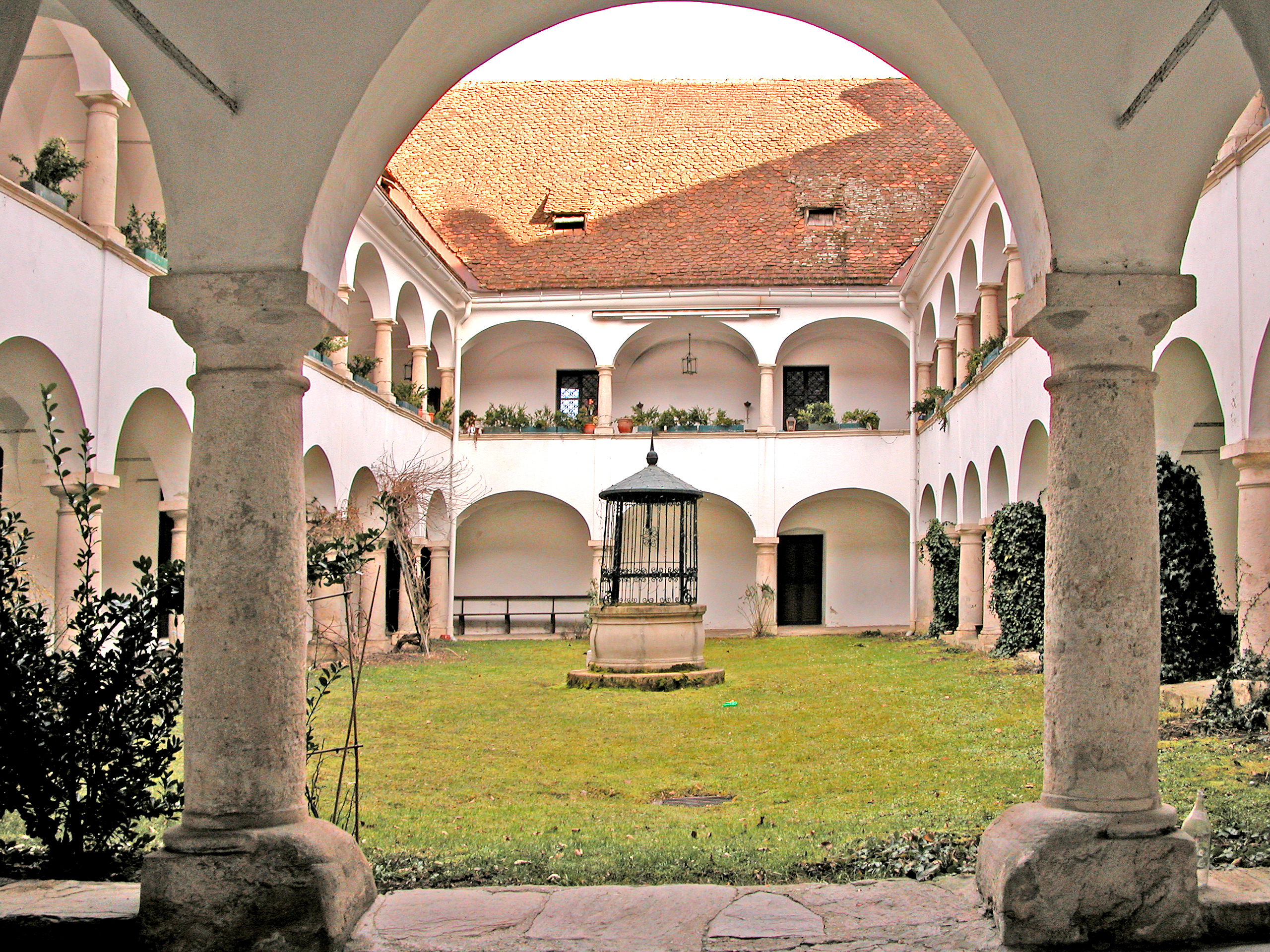
A waldschachi kastély udvara

Sankt Nikolai im Sausal a tartomány déli részén fekszik a Nyugat-Stájerország régióban, a Sulm és Laßnitz folyók közötti Sausal-dombságon. Része a délstájer borvidéknek. Az önkormányzat 11 falut fog össze (Greith kivételével valamennyit saját katasztrális községében): Flamberg (330 lakos), Greith (34), Grötsch (182), Lamperstätten (297), Mitteregg (117), Mollitsch (82), Oberjahring (188), Petzles (140), Sankt Nikolai im Sausal (302), Unterjahring (115), Waldschach (417)
A környező települések: északra Hengsberg, északkeletre Lang, keletre Tillmitsch, délre Kitzeck im Sausal, délnyugatra Sankt Andrä-Höch, nyugatra Wettmannstätten, északnyugatra Preding.

## Története
A mezőváros területe a Spiegelkogel hegyén talált leletek tanúsága szerint már az újkőkorban is lakott volt. Grötschben és Lamperstättenben rézkori települések nyomaira bukkantak és feltehetően a késő vaskorban is létezett itt egy másik falu. Az ókorban a kelták laktak a Sausal dombságain, ők hagyták hátra Flambergben, Jahringban és Waldschachban a mintegy 50 halomsírt. A népvándorlás korában elnéptelenedett a térség, majd a 6. század végén szlávok telepedtek meg Stájerországban. 
970-977 között a teljes Sausal a salzburgi érsek tulajdonába került. Az érsek bajor telepeseket hozatott, ők kezdték el a szőlőművelést, amely a középkor során a helyi lakosok egyik legfontosabb jövedelemszerző foglalkozásává vált. Ekkoriban a bortermelés a mainál is nagyobb jelentőségű volt. 1322-ben 21 szőlősgazdát számláltak meg. A bortermelés a 16. században érte el a tetőpontját, majd a 17. század végétől fokozatosan hanyatlani kezdett és 1826-ra teljesen felhagytak vele. 
Sankt Nikolai Szt. Miklósnak szentelt templomát Gottfried von Wieting lovag, az érsek vazallusa alapította a birtokán valamikor 1150 előtt és kiharcolta a templom számára az állandó papot és a plébániatemplomi státuszt. Idővel a templom után a falut is St. Nikolainak kezdték nevezni. 
1532-ben az eredetileg Bécs felé induló törökök Kőszeg ostroma után felperzselték Dél-Stájerországot és St. Nikolait is kifosztották. A 16. században a protestantizmus terjedése okozta felforduláson kívül a század végén a törökök ismét feldúlták a települést. 1680-ban a pestis követelt sok áldozatot. 
St. Nikolai im Sausal 1961-ben kapta meg címerét a tartományi kormányzattól. A következő évben a szomszédos Flamberg, Grötsch, Mitteregg, Oberjahring és Waldschach községeket egyesítették vele. 2004-ben mezővárosi rangra emelték. 

## Lakosság
A Sankt Nikolai im Sausal-i önkormányzat területén 2017 januárjában 2243 fő élt. A lakosság 1981 óta (akkor 1949 fő) egyenletesen gyarapszik. 2015-ben a helybeliek 96,9%-a volt osztrák állampolgár; a külföldiek közül 1,4% a régi (2004 előtti), 1,2% az új EU-tagállamokból érkezett. 2001-ben 92,3% római katolikusnak, 2% evangélikusnak, 4,2% pedig felekezet nélkülinek vallotta magát. 

## Látnivalók

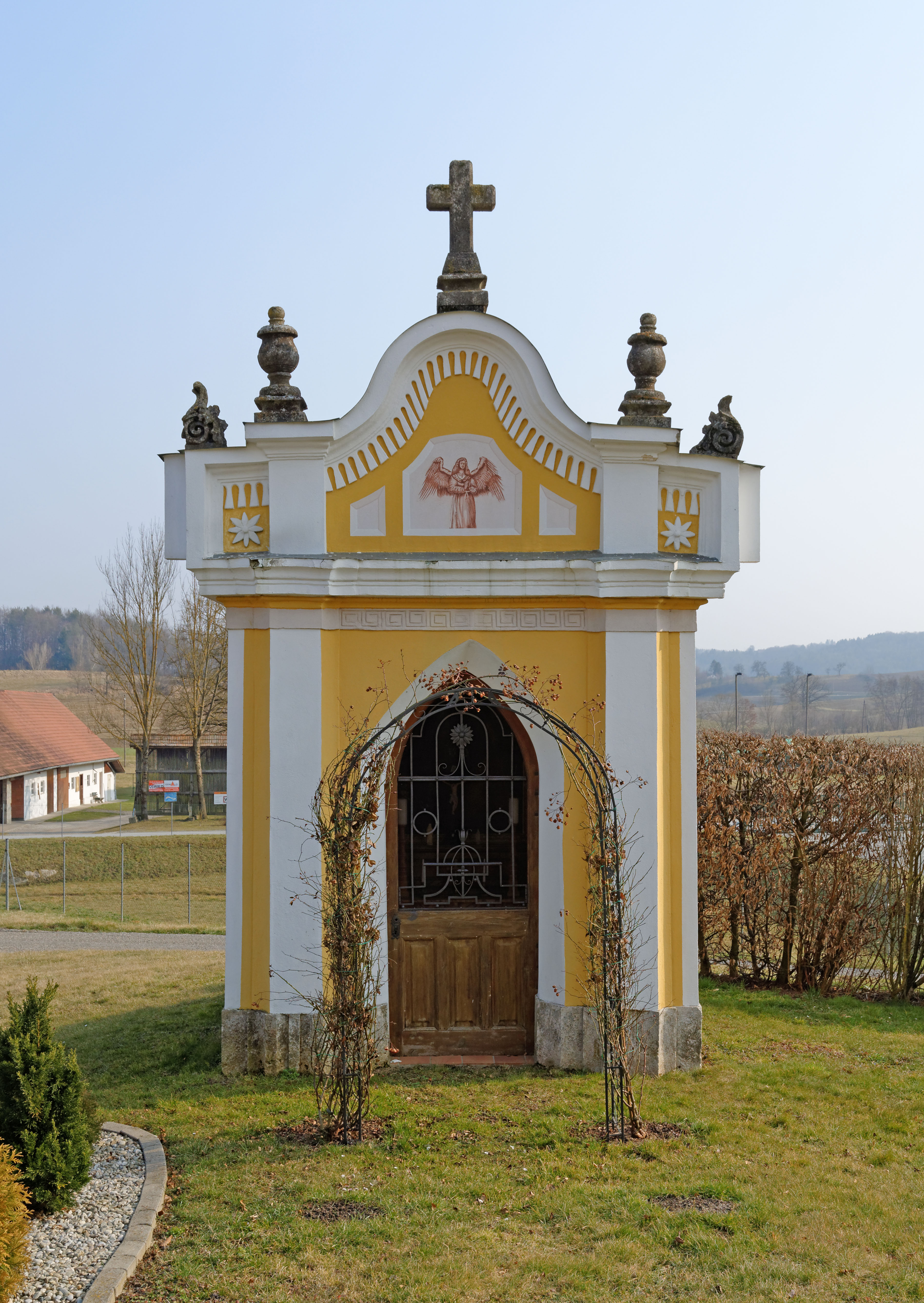
A József-kápolna

- a Szt. Miklós plébániatemplom mai barokk külsejét 1705-1710 között nyerte el. Belső tere döntően a 19. század második feléből származik. A kétszintes paplak szintén barokk stílusú.
- a flambergi Flamhof-kastély
- a waldschachi kastély
- a St. Nikolai-i József-kápolna
- Waldschach kápolnája
- Grötsch kápolnája
- Lamperstätten kápolnája
- Oberjahring kápolnája
- Unterjahring Mária-kápolnája

## Testvértelepülések
Loro Piceno  (Olaszország)

## Fordítás
- Ez a szócikk részben vagy egészben  a   Sankt Nikolai im Sausal című német Wikipédia-szócikk ezen változatának fordításán alapul.  Az eredeti cikk szerkesztőit annak laptörténete sorolja fel. Ez a jelzés csupán a megfogalmazás eredetét és a szerzői jogokat jelzi, nem szolgál a cikkben szereplő információk forrásmegjelöléseként.